# Čang Pao-wen
Čang Pao-wen (čínsky pchin-jinem Zhāng Bǎowén, znaky zjednodušené 张宝文; * listopad 1946) je čínský pedagog a bývalý politik, místopředseda stálého výboru Všečínského shromáždění lidových zástupců (2013–2018) a předseda Čínské demokratické ligy (2012–2017), jedné z menších politických stran Čínské lidové republiky. Vzděláním učitel angličtiny pracoval v různých profesích, od poloviny 70. let vyučoval angličtinu na Severozápadní zemědělské univerzitě v Sien-jangu. Roku 1987 přešel do administrativy univerzity a v letech 1996–2000 ji řídil jako prezident. Potom byl náměstkem ministra zemědělství (2000–2008), působil ve vedení Čínského lidového politického poradního shromáždění jako člen stálého výboru celostátního výboru a zástupce generálního sekretáře. Od roku 1986 byl členem Čínské demokratické ligy a v letech 1997–2012 místopředsedou jejího ústředního výboru.

## Život
Čang Pao-wen se narodil v listopadu 1946 v okrese Sing-pching v centrální části provincie Šen-si. Roku 1968 absolvoval Vysokou školu cizích jazyků v Si-anu, kde studoval angličtunu, potom pracoval na přehradě Si-luo-jü v Šen-si, na farmě spadající pod 21. armádu a v Tchungčchuanském divadelním souboru písní a tanců. Od roku 1974 vyučoval angličtinu na Severozápadní zemědělské univerzitě v Sien-jangu, v letech 1976–1978 současně pracoval jako tlumočník v šensijském provinčním úřadu pro kulturu. V letech 1984–1986 studoval zemědělskou pedagogiku na Minnesotskou univerzitu v USA, studium ukončil ziskem magisterského titulu. V roce 1986 vstoupil do Čínské demokratické ligy, jedné z menších politických stran Čínské lidové republiky. Od roku 1987 působil ve vedení Severozápadní zemědělské univerzity, postupně jako zástupce ředitele kanceláře prezidenta; pomocník prezidenta, viceprezident a od roku 1996 prezident univerzity (do roku 2000). V říjnu 1997 byl zvolen místopředsedou ústředního výboru Čínské demokratické ligy (znovuzvolen po sjezdech v letech 2002 a 2007); v březnu následujícího roku byl zvolen členem stálého výboru celostátního výboru Čínského lidového politického poradního shromáždění a zároveň zastával funkci náměstka generálního sekretáře celostátního výboru shromáždění (do roku 2002).
V březnu 2000 přešel ze Šen-si do Pekingu, když se stal náměstkem ministra zemědělství (do srpna 2008). V prosinci 2007 povýšil z místopředsedy na výkonného místopředsedu ústředního výboru Čínské demokratické ligy. V březnu 2008 byl opět zvolen členem stálého výboru celostátního výboru Čínského lidového politického poradního shromáždění a opět zastával funkci zástupce generálního sekretáře celostátního výboru shromáždění. V prosinci 2012 byl zvolen předsedou ústředního výboru Čínské demokratické ligy a v březnu 2013 se stal i místopředsedou stálého výboru Všečínského shromáždění lidových zástupců (parlamentu). V obou funkcích (předsedy ligy a místopředsedy parlamentu nahradil Ťiang Šu-šenga.
V prosinci 2017 předal předsednictví ústředního výboru Čínské demokratické ligy Ting Čung-limu a v březnu následujícího roku odešel do penze, když Ting Čung-li převzal i jeho místopředsednické křeslo ve Všečínském shromáždění lidových zástupců.